# ديناميكيات العملاء
ديناميكا العملاء هي نظرية ناشئة حول العلاقات بين العملاء والأعمال تصف التبادل المستمر للمعلومات والمعاملات بين العملاء والمؤسسات. وتحدث هذه التبادلات عبر مجموعة كبيرة من قنوات الاتصال، مثل الهاتف والبريد الإلكتروني والويب والرسائل النصية، بما في ذلك تلك القنوات التي تقع خارج نطاق التحكم المؤسسي مثل وسائل الإعلام الاجتماعية. وعلى غرار التخصصات العلمية للديناميكيات العائلية والاجتماعية، تبحث ديناميكيات العملاء في العلاقات بين المؤسسات والعملاء من خلال منظور شخصي. وهذه النظرية تتجاوز الطبيعة المعاملاتية للتفاعل لتبحث العواطف والهدف والرغبات. كما أنها تنظر إلى التفاعلات باعتبارها سلسلة من الأحداث وليس أحداثًا فردية.
ديناميكيات العملاء هي مجموعة فرعية من الديناميكيات المؤسسية, التي تصف كيف يعمل الأشخاص معًا لإنجاز مهمة ما. ويُقال إن مستوى النجاح التشغيلي يتحدد بواسطة الطبيعة السلوكية لأدوار المؤسسات والأفراد والعلاقات بين الأشخاص وديناميكيات الجماعة وكيف يتفاعل الجميع عند اجتماعهم معًا.
ديناميكيات العملاء هي بعد محدد من أبعاد إدارة تجربة العملاء وإدارة علاقات العملاء. وهذه النظرية تتميز عن تلك التخصصات من حيث إن تركيزها ينصب على التفاعل الفعلي التفاعل الذي يحدث بين العميل والمؤسسة، وأخذ بعين الاعتبار الآثار المترتبة بالنسبة لكل من العميل والمؤسسة.
وفقًا للدراسة البحثية البارزة التي تم أجراؤها عام 2009 بمشاركة قادة مركز الاتصال العالمي والتي أجرتها شركات NICE Systems وVentana Research، فإن 44% ممن شملتهم الدراسة يتوقعون زيادات في حجم تفاعلات العملاء. ويُنظر إلى الأداء الاستثماري وإعادة تمويل الرهن العقاري، المدفوعان مبدئيًا بمخاوف المستهلكين بشأن الاقتصاد، على سبيل المثال توافر ونضوج قنوات الاتصال البديلة مثل الرسائل الفورية والنصية والخدمة الذاتية عبر الويب، باعتبارهما محركين لهذا النمو. وهذه الزيادة المتوقعة في أحجام التفاعل تضع أهمية إضافية على زيادة الكفاءة التشغيلية دون التضحية بخدمة العملاء.
وتتناول ديناميكيات العملاء مدى تأثير الحجم المتزايد وتنوع التفاعلات على علاقة العميل والمؤسسة في مجالات الكفاءة التشغيلية وتجربة العملاء وتحقيق العائدات. وتشير النظرية إلى أن الشركات تستطيع تحقيق تمايز تنافسي كبير عن طريق فهم النوايا الحقيقية للعميل وتلبيتها على نحو يدعم مقاصد المؤسسة أيضًا.